# ذبابية منزلية
الذبابية المنزلية أو فصيلة ميوسيدي (الاسم العلمي: Muscidae)، هي فصيلة من الحشرات تتبع رتبة الذوات الجناحين من طائفة الحشرات.

## أسر
- ذباباوات

## قبائل
- ذباباوية

## أجناس
- ذبابة المنزل

## صور

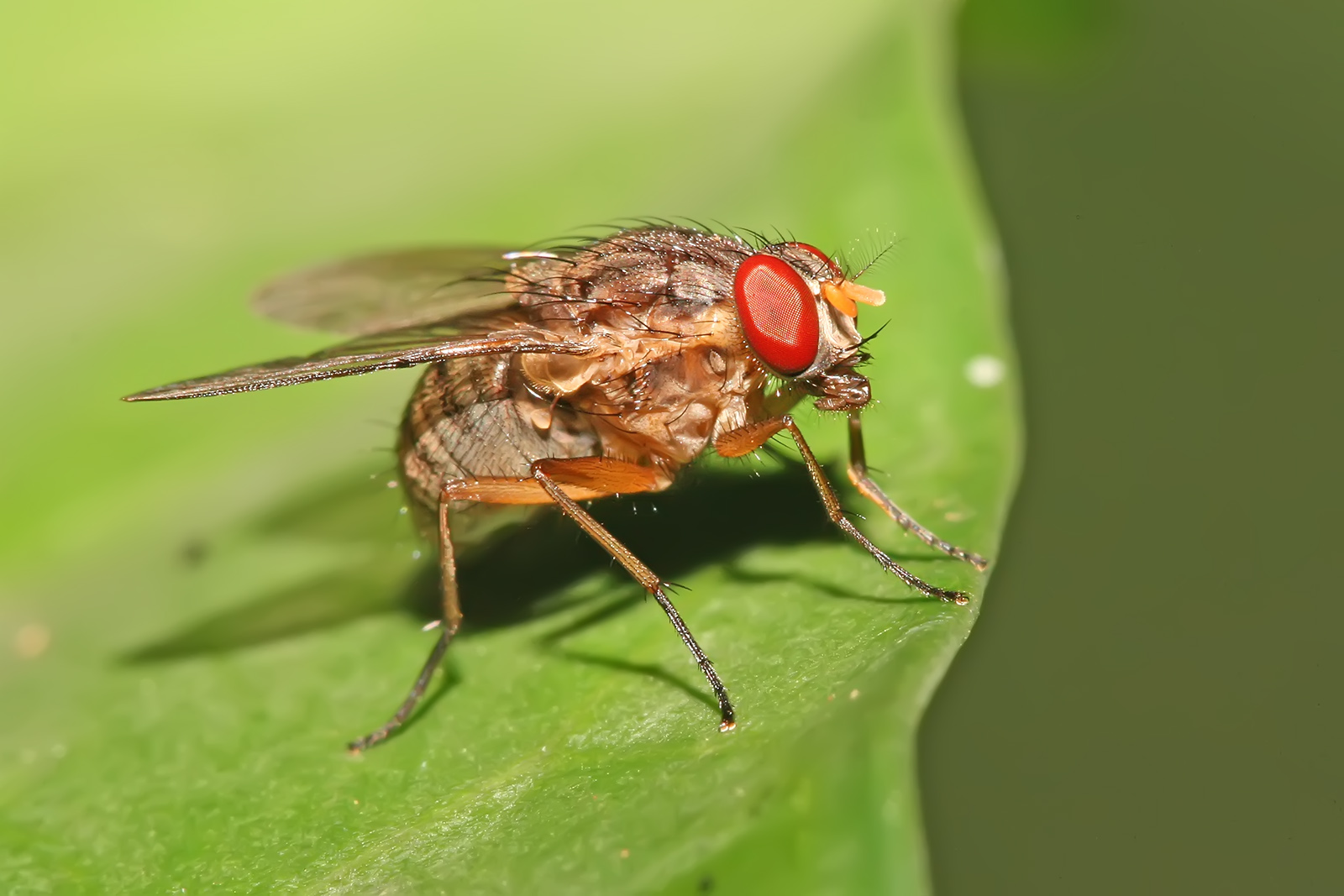
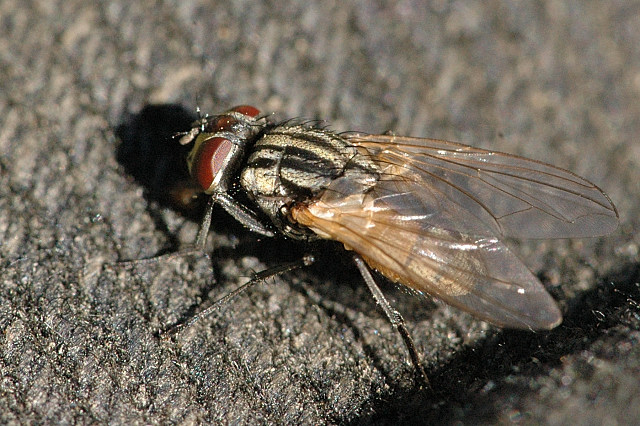
ذبابة منزلية
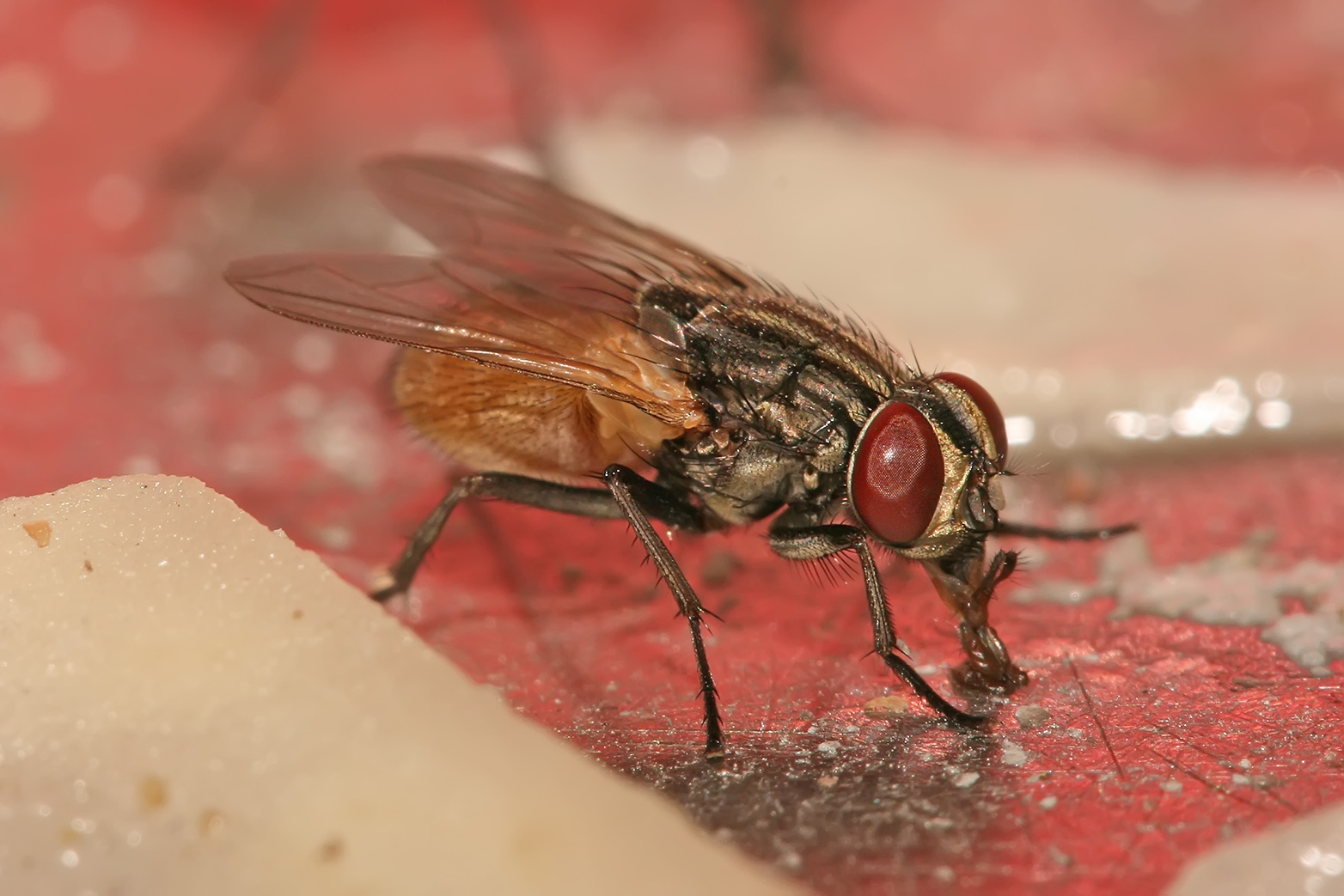
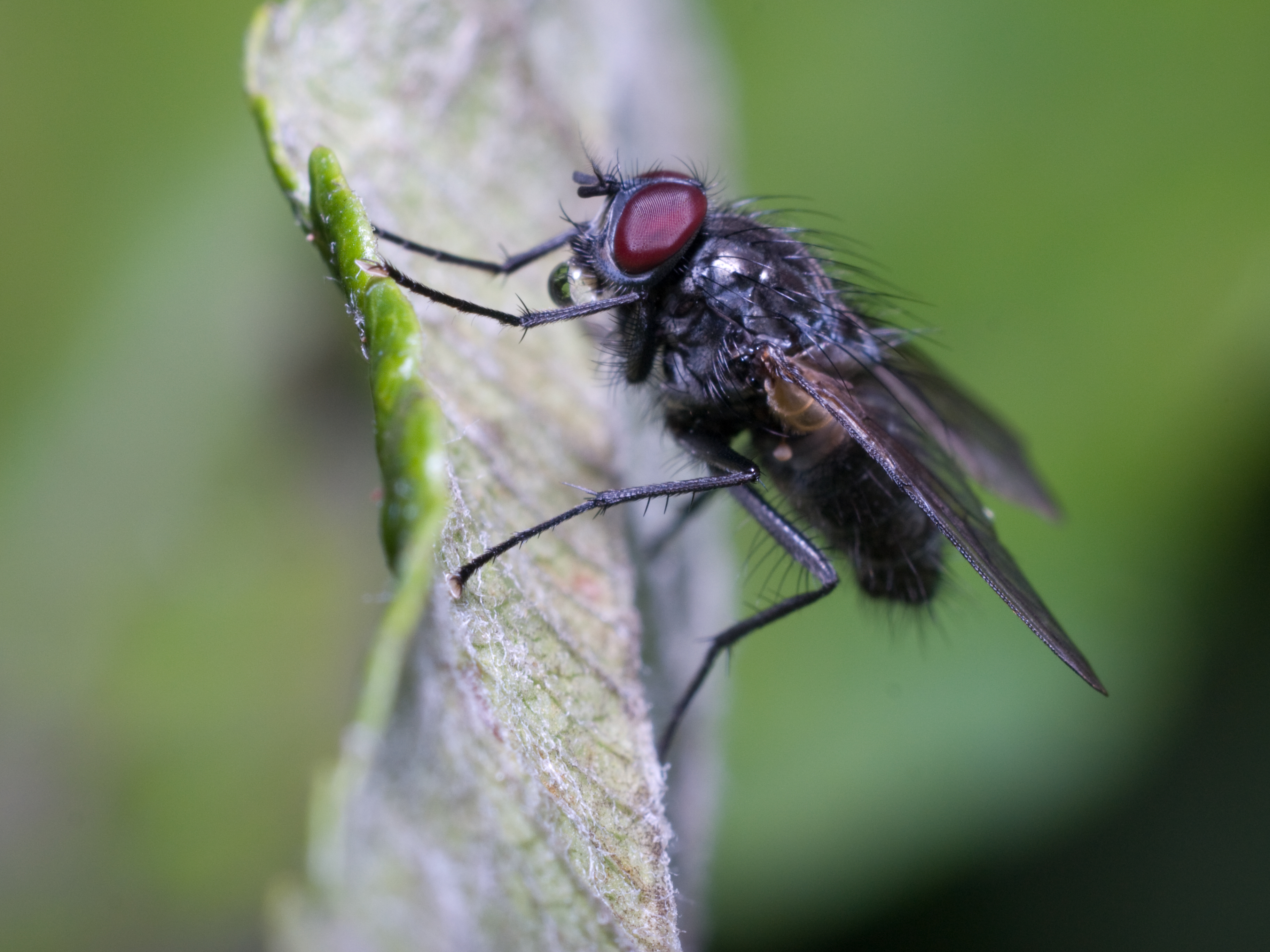
Muscidae sp.
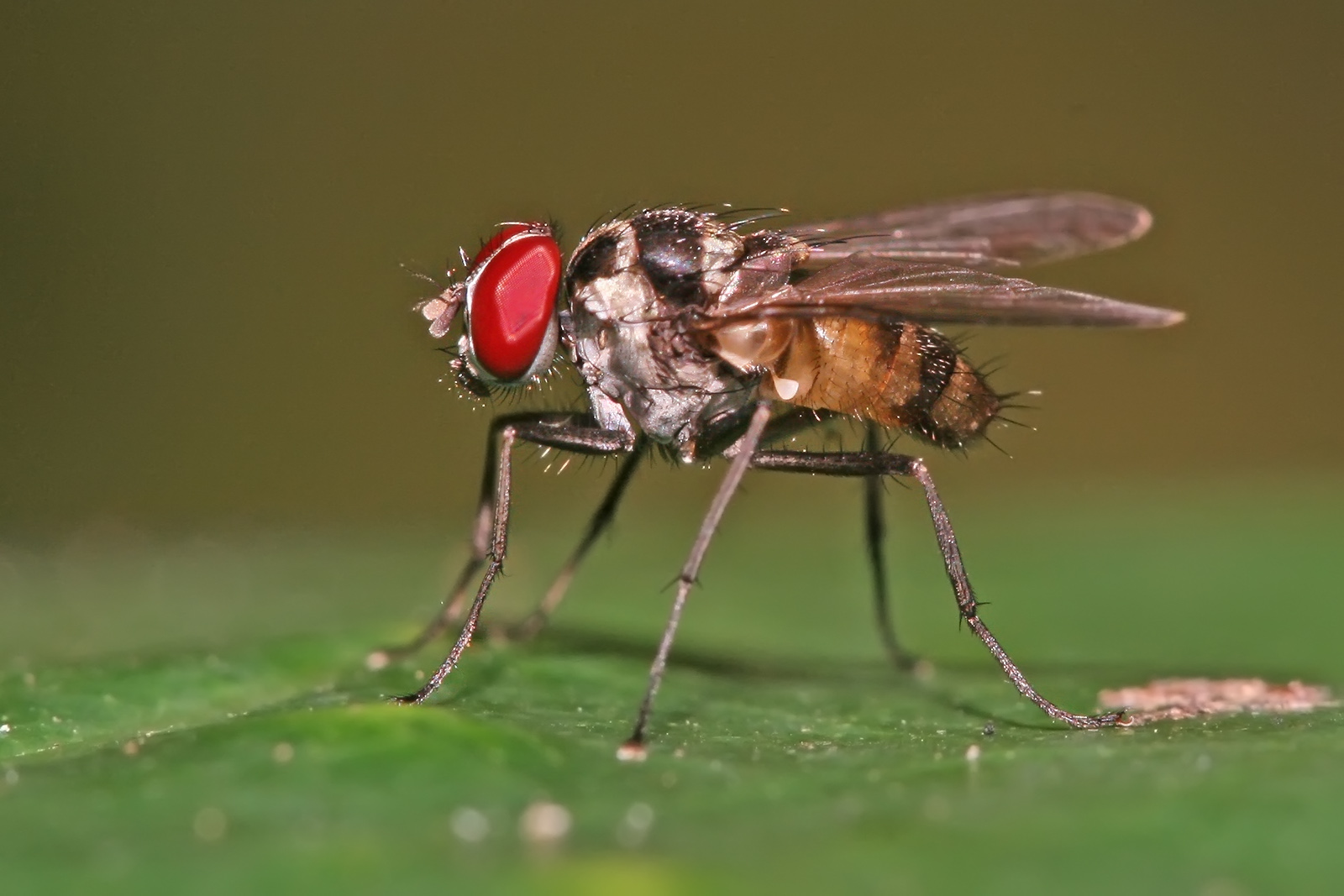
Limnophora sp.
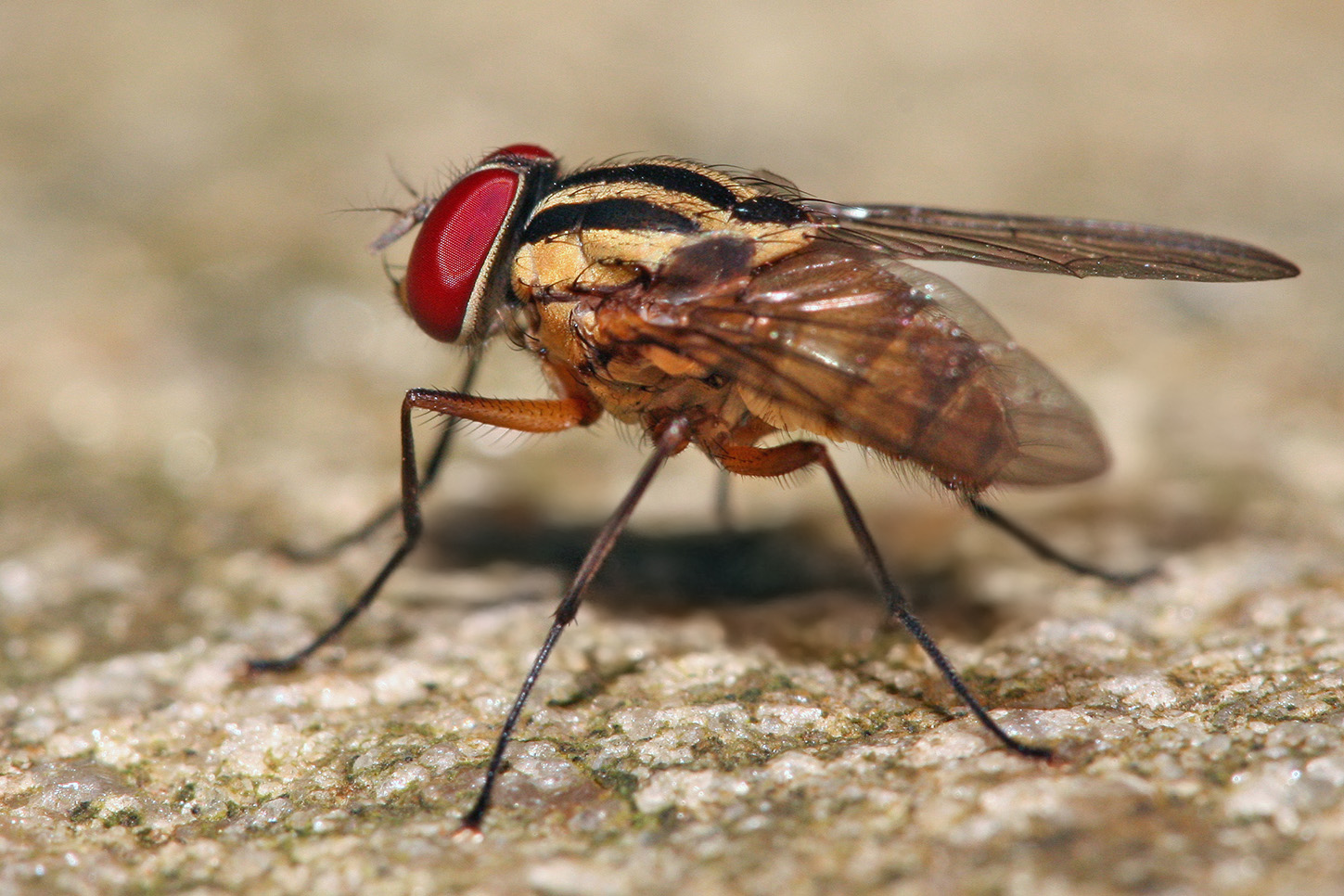
Graphomya eustolia